# 이반 아센 2세
이반 아센 2세(불가리아어: Иван Асен II)는 1218년부터 1241년까지 제 2차 불가리아 제국의 차르였다.

## 어린 시절
그는 이반 아센 1세과 엘레나의 아들이었다. 1235년까지 살아 있었던 엘레나는 자신을 세르비아의 스테판 네마냐의 딸이라고 주장하였으나 이 관계는 매우 의문스럽고 후손들의 결혼 관계에 대해서도 문제를 유발하게 된다. 이반 아센 2세의 치하에, 제국은 1230년에서 1241년까지 발칸 반도 내에서 지배적인 영향력을 발휘하였다.
1207년 그의 삼촌 칼로얀의 사후 이반 아센의 사촌인 보릴이 왕위를 찬탈하였으며 그는 러시아의 갈리치아-볼히니아 공국으로 망명하였다. 1218년 그들의 도움으로 이반 아센은 불가리아로 돌아와 보릴을 쫓아내고 왕위를 되찾았다. 그의 왕위를 공고히 한 후, 이반 아센 2세는 보릴의 치하에 상실한 영토의 회복에 나섰다.

## 통치

이반 아센 2세의 문장.

1218년 헝가리의 언드라시 2세가 제5차 십자군에서 귀환하였고 이반 아센 2세는 헝가리의 공주 안나 마리아와의 결혼 동맹을 통해 베오그라드 지역을 반환받았다. 또한 비록 에페이로스 공국의 테오도로스 콤네노스 두카스가 오흐리드를 포함한 불가리아인의 거주 영역까지 지배하고 있었으나, 그와도 동맹을 맺었다. 이 동맹은 이반 아센 2세의 딸과 테오도로스의 동생 마누엘의 결혼으로 공고화되었다.
1228년 라틴 제국의 황제 로베르의 사후 콘스탄티노폴리스의 귀족들은 이반 아센 2세를 어린 보두앵 2세의 적합한 섭정이자 보호자로 생각하였다. 이 때 에페이로스의 테오도로스는 1224년 라틴 제국으로부터 테살로니카를 빼앗았으며, 오흐리드의 독립 대주교를 통해 황제로 즉위하였고, 아드리아노폴리스를 손에 넣고 콘스탄티노폴리스를 노리고 있었다. 이반 아센 2세의 라틴 제국 개입을 두려워한 그는 1230년 서방 용병을 포함한 그의 군대의 방향을 돌려 북쪽의 불가리아로 향했다. 이반 아센 2세는 클로코트니챠 전투에서 대승을 거두고 테오도로스를 포로로 잡았고, 테오도로스는 장님이 되었다. 이 승리를 계기로 이반 아센 2세는 동쪽의 흑해와 아드리아노폴리스부터 서쪽의 아드리아해와 두라초까지의 에페이로스 공국의 영토를 정복하였다.

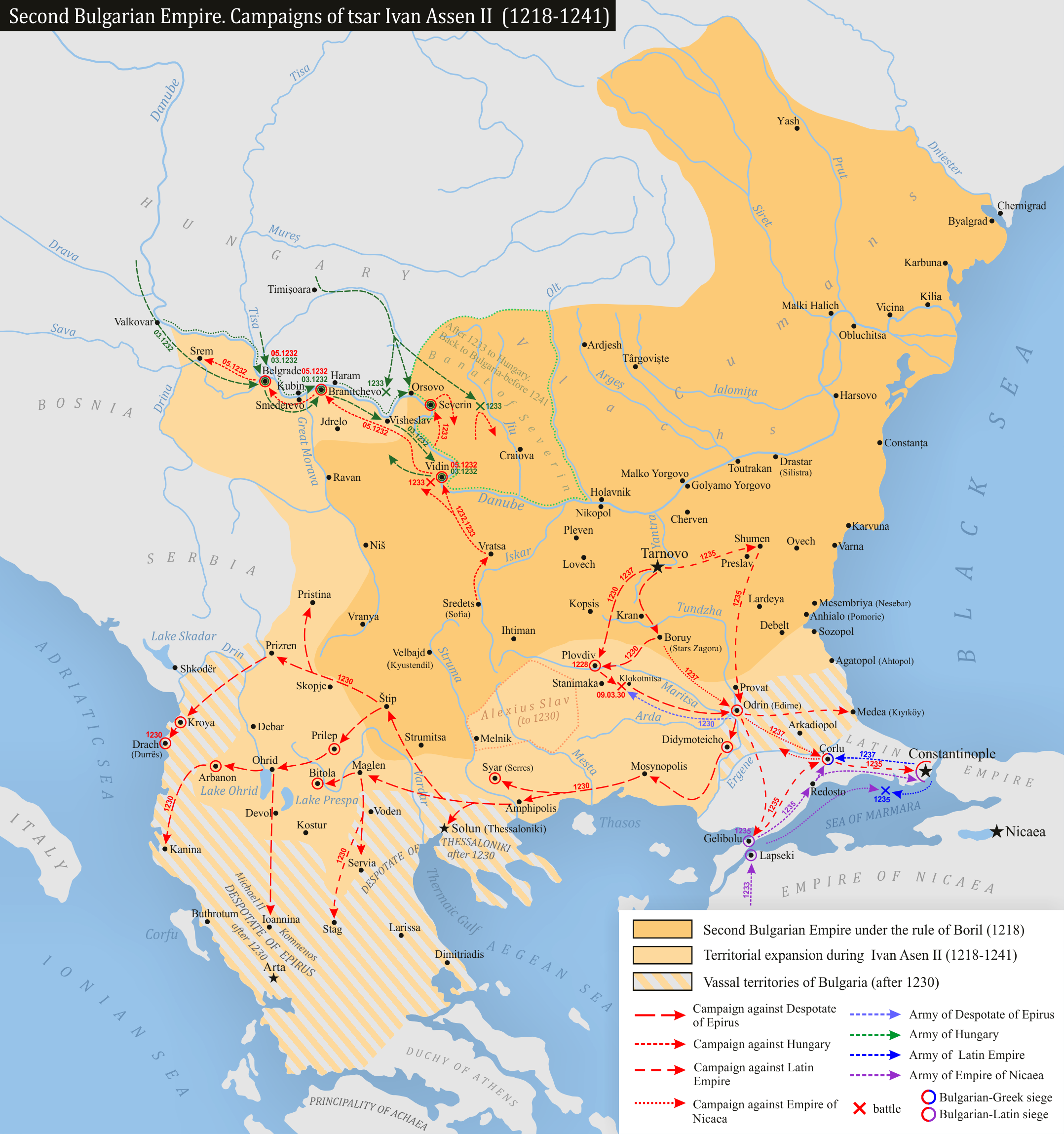
이반 아센 2세 치하의 불가리아.

또한 세르비아에서도 테오도로스의 사위인 스테판 라도슬라프가 실각하고 이반 아센 2세의 사위인 스테판 블라디슬라프가 집권하였다. 남쪽의 에페이로스 공국령과 테살로니카 지역은 이반 아센 2세의 사위인 마누엘에게 넘겨졌고, 그는 데스포트의 직위로 테살로니카에서 통치하였다. 이반 아센 2세의 성공은 그가 테오도로스의 군대를 효과적으로 격파한 것만큼이나 그가 포로들을 인간적으로 대우하여 아무런 위해도 가하지 않고 풀어주었던 덕분이었다.
그의 성공에 고무된 이반 아센 2세는 터르노보의 40 순교자 성당의 기둥에 그가 순교자들의 도움 덕분에 테오도로스를 격파하고 콘스탄티노폴리스의 라틴인들의 복종을 얻게 되었다는 내용의 기념비를 새겼다. 하지만 이는 너무 이른 낙관론이었다. 1231년 예루살렘 왕국의 왕이었던 장 드 브리엔이 라틴 제국의 섭정으로 임명되면서 이반 아센 2세의 섭정도 끝나게 되었다. 이로 인해 불가리아와 라틴 제국의 동맹은 단절되고 이를 대신하여 불가리아는 니케아 제국과 동맹을 맺게 된다.
불가리아와 니케아 제국의 동맹은 라틴 제국을 노린 것이었고, 이는 교황과 헝가리를 자극하였다. 1232년 헝가리는 베오그라드를 점령하고 스레데츠(소피아)를 공격하였지만, 이반 아센 2세의 동생인 알렉산더르에게 패배하였다. 1233년 당시 왕자였던 미래의 왕 벨러 4세가 이끄는 헝가리군이 다시 침입하여 서부 왈라키아를 점령하고 슈베린 바나트를 세웠다. 헝가리인들이 언제까지 그곳을 점령하였는지는 불확실하나 몽골 침입 이전에 이반 아센 2세가 격퇴하였다. 베오그라드와 바나트 지역은 1246년 헝가리에 다시 정복되었다.
불가리아와 니케아의 새로운 동맹 관계를 위해 이반 아센 2세의 딸인 엘레나와 미래의 테오도로스 2세가 되는 요한네스 3세의 아들의 결혼이 이루어졌다. 1235년 이 연합과 함께 동방 총대주교의 허락 하에 불가리아 총대주교구가 부활하였다. 이후 이반 아센 2세와 요한네스 3세는 함께 라틴 제국을 점령한 후 트라키아를 분할하였다. 하지만 이반 아센 2세는 니케아 제국의 세력 확대를 경계하였고, 1237년 장 드 브리엔이 죽자 이반 아센 2세는 다시 라틴 제국에 개입하고자 하여 보두앵 2세와 그의 딸을 결혼시키기 위해 니케아 제국과의 동맹을 파기하고 니케아 제국에 시집간 자신의 딸 엘레나를 납치하기까지 하였다. 하지만 라틴 제국과 연합하여 니케아 제국의 도시 카에노프루리온을 포위하던 도중 이반 아센 2세는 터르노보에 전염병이 창궐하여 그의 아내 안나 마리아와 자식, 터르노보의 총대주교가 사망하였다는 갑작스러운 사실을 듣게 되었고, 이러한 사건들을 신의 징벌로 여긴 이반 아센은 포위를 풀고 돌아갔다. 엘레나 역시 니케아의 남편에게 돌려보냈다.
이반 아센 2세의 치세 후기에는 라틴 제국과 니케아 제국 중 어느 한쪽에도 힘을 실어주려 하지 않았다. 비록 니케아와 동맹이 재개되었지만, 1240년 이반 아센 2세는 쿠만족의 파병과 6만 명의 서방 군대가 라틴 제국의 강화를 위해 그의 땅을 지나가는 것을 허용하였다.
안나 마리아의 사후 이반 아센 2세는 1230년 이후 불가리아 궁정에 갇혀있던 에페이로스의 테오도로스의 딸 이레네와 결혼했다. 비잔티움 제국의 작가들에 의하면 이반 아센 2세는 "안토니우스가 클레오파트라를 사랑한만큼" 이레네를 사랑했고, 그녀는 1237년 결혼하기 전부터 그의 정부였다. 이레네와 결혼하면서 이반 아센 2세는 이레네의 삼촌인 테살로니카의 마누엘과 그의 딸인 엘레나가 결혼하였기 때문에 교회법을 어기게 되었다. 불가리아의 총대주교가 이 결혼을 반대하였거나 그로 인해 분노한 황제에게 처형당했다는 기록이나 증거는 찾아볼 수 없다. 이 결혼으로 테오도로스는 석방되어 테살로니카로 돌아갔고, 마누엘을 쫓아내고 그의 아들인 요한네스를 데스포트로 세웠다.
이반 아센 2세의 통치에 대한 최후의 기록은 1241년 헝가리에서 퇴각 중이던 바투 칸의 군대에게 패배하였다는 기록이다. 이는 결정적인 패배는 아니었고, 1242년 몽골이 세운 킵차크 칸국이 불가리아를 침공하였다. 하지만 이때는 이반 아센 2세가 1241년 6월 24일 이미 사망한 후였다.

## 평가
이반 아센 2세는 불가리아의 가장 현명하고 성공적인 통치자 중 하나로 여겨진다. 그의 치세인 1235년에는 1018년 이후 사라졌던 불가리아 정교회 총대주교구가 부활하였으며, 최초의 불가리아 교유 금전과 동전이 주조되었다. 또한 그의 전임자의 보릴 시기의 중앙 집권력 약화를 억제하였고, 대규모로 영토를 확장하였다. 이반 아센 2세는 행정적 통제를 통해 국가 내의 효율성을 강화하고자 하였고, 라구사 공화국(오늘날의 두브로브니크)과 베네치아 공화국와 통상 조약을 맺었다. 그는 전쟁을 억제하고 외교적 해결을 추구하려 하였으나 그의 정책들은 특히나 니케아 제국과 라틴 제국과의 관계에 있어서 그러하지 못하였다.
이반 아센 2세가 이들 중 한 국가를 선택하지 않은 것은 그에게는 위험한 것이었고 그의 동맹들에게는 이득이 되는 것이었다. 결국 에페이로스의 테오도로스를 격파하고 니케아와 친선 관계를 취한 그의 정책들은 니케아가 콘스탄티노폴리스를 회복할 비잔티움 제국의 계승자라는 입지를 안정시켜주는 결과가 되고 말았다. 또한 그의 사후 세르비아와 테살로니카에 대한 불가리아의 영향력도 끊겨졌다. 그가 남긴 행정 기구들은 그의 후계자들이 외부의 도전에 대처하기엔 불충분한 것이었고, 불가리아는 1242년 킵차크 칸국의 조공국이 된것 이외에도 1246년부터 니케아, 에페이로스, 헝가리에게 영토를 빼앗기게 되었다. 이반 아센 2세가 이러한 도전에 대처할 수 있었다고 말하기는 어려우나, 그가 중세 불가리아의 내부 번영과 평화, 외부 헤게모니를 주도하였다는 것은 사실이었다.

## 가족 관계
이반 아센 2세는 세 번 결혼하였다. 첫 번째 아내인 안나는 법적 아내가 아닌 첩으로 여겨지며, 두 딸을 낳았다.
1. 마리아, 테살로니카의 마누엘과 결혼.
2. 벨로슬라바, 세르비아의 스테판 블라디슬라프와 결혼.

그의 두 번째 아내는 헝가리 왕 언드라시 2세의 딸인 안나 마리아이며, 1237년에 사망하였다. 네 자녀를 낳았다.
1. 엘레나, 니케아의 테오도로스 2세 두카스 라스카리스와 결혼하였다.
2. 타마르.
3. 칼리만 아센 1세, 1241년 ~ 1246년 불가리아 차르.
4. 페터르, 1237년 사망.

세 번째 아내는 에페이로스의 테오도로스 콤네노스 두카스의 딸인 이레네이며, 세 아이를 낳았다.
1. 안나(혹은 테오도라), 1253년 이전에 세바스토크라토르 페터르와 결혼, 그들의 딸은 비딘의 데스포트 시슈만과 결혼하여 시슈만 왕가의 시조가 된다.
2. 마리아, 1256년 ~ 1157년 불가리아의 차르였던 미초 아센과 결혼하여 1279년 ~ 1280년 불가리아의 차르였던 이반 아센 3세를 낳았다.
3. 미하일 아센 1세, 1246년 ~ 1256년 불가리아 차르.

## 참고 문헌
- Canev, Stefan (2006). "6 (1218–1241) Zavoevateljat na duši. Car Ivan Asen II". Bǎlgarski hroniki (in Bulgarian). Sofia, Plovdiv: Trud, Žanet 45.
- Delev, Petǎr; Valeri Kacunov, Plamen Mitev, Evgenija Kalinova, Iskra Baeva, Bojan Dobrev (2006). "16 Bǎlgarskata dǎržava pri Car Simeon; 10 Zlatnijat vek na bǎlgarskata kultura". Istorija i civilizacija za 11. klas (in Bulgarian). Trud, Sirma.
- Dimitrov, Božidar (1994). "Restoration and rise of the Bulgarian state and its hegemony on the Balkan Peninsula 1185–1246". Bulgaria: illustrated history. Sofia: Borina.
- Fine, Jr., John V.A. (1987). The Late Medieval Balkans: A Critical Survey from the Late Twelfth Century to the Ottoman Conquest. Ann Arbor: University of Michigan Press.
- Lalkov, Milčo (1997). "Tsar Ivan Assen II (1218–1241)". Rulers of Bulgaria. Kibea.
- Vasiliev, Alexander (1952). "The role of Bulgaria in the Christian East under Tsar John Asen II". A History of the Byzantine Empire. Madison, Wisconsin: University of Wisconsin Press.
- 게오르크 오스트로고르스키 著, 한정숙, 김경연 譯, 비잔티움 제국사, 까치, 1999년.

| 전임 보릴 | 제2차 불가리아 제국의 차르 1218년 ~ 1241년 | 후임 칼리만 1세 |